# Juriung-Kiujol
Juriung-Kiujol (ros. Юрюнг-Кюёль) – wieś w Rosji, w Jakucji, w ułusie czurapczińskim. W 2010 liczyła 564 mieszkańców.